# Dépistage génétique
Un dépistage génétique ou dépistage de mutagénèse est une technique expérimentale utilisée pour identifier et sélectionner des individus possédant un phénotype d'intérêt au sein d'une population à laquelle on a appliqué une mutagénèse. Un dépistage génétique est donc un type de dépistage phénotypique. Les dépistages génétiques peuvent fournir d'importantes informations sur la fonction d'un gène ainsi que sur les événements moléculaires à la base d'un processus biologique ou d'une voie métabolique. Alors que les projets de séquençage de génomes ont permis d'identifier un vaste inventaire de gènes dans beaucoup d'organismes différents, les dépistages génétiques peuvent fournir des informations précieuses sur la façon dont ces gènes fonctionnent,,,,.

## Dépistage basique
La génétique classique (ou un dépistage génétique classique) est une approche utilisée pour identifier des gènes (ou un groupe de gènes) conférant un phénotype particulier à un organisme. La génétique inverse (ou un dépistage génétique inverse), d'un autre côté, analyse le phénotype d'un organisme à la suite de la perturbation d'un gène connu. En bref, la génétique classique part d'un phénotype pour identifier le ou les gène(s) qui y sont liés, alors que la génétique inverse part d'un gène connu et teste l'effet de sa perturbation en analysant les phénotypes résultants. Les dépistages génétiques classiques comme inverses ont pour but de déterminer la fonction d'un ou plusieurs gènes.
Les dépistages génétiques classiques ont souvent deux éléments-clés. Le premier est un contexte génétique défini chez l'organisme utilisé et le second est une procédure expérimentale simple mais constante pour identifier des mutants d'intérêt. Les contextes génétiques définis permettent aux chercheurs d'identifier et de localiser de manière plus efficace les gènes affectés chez les mutants individuels. Une méthode de dépistage simplifiée est bénéfique parce qu'elle permet de dépister un plus grand nombre d'individus, augmentant ainsi la probabilité de générer et d'identifier des mutants d'intérêt.
Comme les mutations alléliques naturelles sont rares, avant le dépistage, les généticiens génèrent souvent une mutagénèse sur une population d'individus en les exposant à un agent mutagène connu tel qu'un composé chimique ou des radiations, ce qui génère ainsi une fréquence beaucoup plus grande de mutations chromosomiques. Chez certains organismes, les agents mutagènes peuvent être utiles pour réaliser des dépistages de saturation. Ces derniers sont utilisés pour découvrir tous les gènes impliqués dans un phénotype particulier d'un organisme ou d'une espèce. Ce dépistage est réalisé en cartographiant des mutants d'un processus biologique jusqu'à ce qu'aucun nouveau gène ou nouvelle mutation ne soit trouvé(e). Christiane Nüsslein-Volhard et Eric Wieschaus ont été les premiers individus à accomplir ce type de procédure de dépistage.

## Variantes de dépistage
Plusieurs variantes de dépistage ont été imaginées pour identifier un gène conduisant à un phénotype mutant d'intérêt.

### Amplificateur
Un dépistage-amplificateur (enhancer screen en anglais) part d'un individu mutant qui possède un processus d'intérêt affecté au sein duquel il y a une mutation génique connue. Le dépistage peut ensuite être utilisé pour identifier des gènes ou des mutations complémentaires qui jouent un rôle dans le processus biologique ou physiologique concerné. Un dépistage-amplificateur génétique identifie des mutations qui amplifient un phénotype d'intérêt chez un individu déjà mutant. Le phénotype du double mutant (individu avec à la fois l'amplificateur et la mutation contextuelle originelle) est plus remarquable que n'importe quel autre phénotype mutant simple. L'amplificateur doit surpasser les phénotypes attendus des deux mutations en elles-mêmes, et ainsi chaque mutation peut être considérée comme amplificatrice de l'autre. Isoler des mutants amplificateurs peut permettre l'identification de gènes qui interagissent ou qui agissent de façon redondante l'un par rapport à l'autre.

### Suppresseur
Un dépistage-suppresseur (suppression screen) est utilisé pour identifier des « mutations suppressives » (suppressor mutations) qui réduisent ou inversent le phénotype de la mutation originelle, dans un processus défini comme la « viabilité synthétique » (synthetic viability). Les mutations suppressives peuvent être décrites comme mutations secondaires au niveau d'un site particulier du chromosome distinct de la mutation étudiée, ce qui supprime le phénotype de la mutation originelle. Si la mutation est située sur le même gène que la mutation originelle, elle est définie comme suppression intragénique, alors qu'une mutation située sur un gène différent est définie comme suppression extragénique ou intergénique. Les mutations suppressives sont extrêmement utiles pour définir les fonctions de voies biochimiques dans une cellule et les liens entre les différentes voies biochimiques.

### Thermosensible
Un dépistage thermosensible (temperature sensitive screen) implique de mettre en place des changements de température afin d'amplifier un phénotype mutant. Une population qui s'est développée à basse température aura un phénotype normal ; cependant, une mutation dans un gène particulier le rendra instable à une température plus forte. Un dépistage de thermosensibilité chez la drosophile, par exemple, pourrait impliquer l'élévation de la température dans le milieu jusqu'à ce que certains individus s'évanouissent, ce qui ouvre les portes aux autres pour s'échapper. Les individus sélectionnés lors d'un dépistage sont susceptibles de porter une version inhabituelle d'un gène impliqué dans le phénotype d'intérêt. L'avantage des allèles trouvés dans ce type de dépistage est que le phénotype mutant est conditionnel et peut être activé simplement en augmentant la température. Une mutation nulle dans un tel gène pourrait être létale à l'embryon et de tels mutants passeraient inaperçus dans un dépistage classique. Un dépistage thermosensible réputé a été réalisé de façon indépendante par Lee Hartwell et Paul Nurse pour identifier des mutants défectueux dans le cycle cellulaire des levures S. cerevisiae et S. pombe, respectivement.

## Cartographie des mutants
Avec l'approche génétique classique, un chercheur localiserait (cartographierait) un gène sur son chromosome en croisant des individus qui portent d'autres caractères inhabituels et en collectant des statistiques montrant à quelle fréquence ces deux caractères sont hérités ensemble. Les généticiens classiques auraient utilisé des caractères phénotypiques pour cartographier les nouveaux allèles mutants. Avec l'avènement des séquences génomiques pour les systèmes d'organismes modèles comme Drosophila melanogaster, Arabidopsis thaliana et Caenorhabditis elegans, plusieurs polymorphismes nucléotidiques ont depuis été identifiés comme pouvant être utilisés comme caractères à cartographier. Ces polymorphismes constituent les caractères privilégiés pour la cartographie car ils sont très fréquents (de l'ordre d'une différence par mille paires de bases) sur différentes variétés d'organismes. Les mutagènes comme des insertions d'ADN aléatoires par transformation ou des transposons actifs peuvent aussi être utilisés pour générer des nouveaux mutants. Ces techniques ont l'avantage de marquer les nouveaux allèles avec un marqueur moléculaire d'ADN connu qui peut faciliter l'identification rapide du gène.

## Clonage positionnel
Le clonage positionnel est une méthode d'identification génique dans laquelle un gène conférant un phénotype spécifique est identifié seulement par sa localisation approximative sur son chromosome, mais pas par sa fonction ; celle-ci est connue comme la région candidate. Initialement, la région candidate peut être définie en utilisant des techniques comme la liaison génétique, et le clonage positionnel est ensuite utilisé pour restreindre la région candidate jusqu'à ce que le gène et ses mutations soient trouvés. Ce clonage implique typiquement l'isolation de segments d'ADN partiellement chevauchants issus de banques génomiques pour progresser le long du chromosome jusqu'à un gène spécifique. Pendant l'évolution du clonage positionnel, il est nécessaire de déterminer si le segment d'ADN auquel on s'intéresse fait partie du gène ou non.
Les tests utilisés à cette fin incluent l'hybridation inter-espèces, l'identification de dinucléotides CpG non méthylés, le piégeage d'exons, la sélection directe d'ADNc, l'analyse informatique de séquence d'ADN, le dépistage de mutations chez les individus affectés, et les tests d'expression génique. Pour les génomes au sein desquels les régions de polymorphismes génétiques sont connues, le clonage positionnel implique d'identifier des polymorphismes qui encadrent la mutation. Ce processus requiert que les fragments d'ADN issus du marqueur génétique connu le plus proche soient progressivement clonés et séquencés, ce qui permet d'approcher de l'allèle mutant avec chaque nouveau clone. Ce processus produit une carte contig du locus et est connu sous le nom d'arpentage chromosomique. Avec l'achèvement des projets de séquençage de génomes tels que le Projet génome humain, le clonage positionnel moderne peut utiliser des contigs préparés issus directement des bases de données de séquences génomiques. 
Pour chaque nouveau clone d'ADN, un polymorphisme est identifié dans la population cartographiée et on teste sa fréquence de recombinaison  par rapport au phénotype mutant. Lorsque le clone d'ADN est situé au niveau de l'allèle mutant ou proche de celui-ci, la fréquence de recombinaison devrait être proche de zéro. Si l'arpentage chromosomique procède au niveau de l'allèle mutant, les nouveaux polymorphismes vont commencer à montrer une augmentation de la fréquence de recombinaison par rapport au phénotype mutant. Selon la taille de la population cartographiée, l'allèle mutant peut être réduit à une petite région (< 30 kb). Il faut ensuite comparer la séquence entre l'ADN de la souche sauvage et du mutant dans cette région afin de localiser la mutation dans l'ADN qui cause la différence dans les phénotypes observés.
Le clonage positionnel moderne peut extraire de façon plus directe à partir des projets de séquençage de génomes et de données existantes en analysant les gènes dans la région candidate. Les gènes potentiellement sensibles (liés au phénotype "malade") dans cette région candidate peuvent ensuite être ciblés de façon prioritaire, ce qui permettrait de potentiellement réduire la charge de travail que cela implique. Les gènes avec des motifs d'expression concordant avec le phénotype « malade », qui montrent une (supposée) fonction liée au phénotype ou homologue à un autre gène lié au phénotype, sont autant de candidats prioritaires. La généralisation de techniques de clonage positionnel de cette façon est également connue comme « découverte positionnelle de gènes ».
Le clonage positionnel constitue une méthode efficace pour isoler des gènes sensibles d'une façon impartiale, et a été utilisé pour identifier des gènes sensibles impliqués dans la myopathie de Duchenne, la maladie de Huntington et la mucoviscidose. Cependant, des complications dans l'analyse surviennent si la maladie montre une hétérogénéité dans les loci.